# Coptocercus clarus
Coptocercus clarus là một loài bọ cánh cứng trong họ Cerambycidae.